# Insolentithecinae
Insolentithecinae es una subfamilia de foraminíferos bentónicos de la familia Archaesphaeridae, de la superfamilia Parathuramminoidea, del suborden Fusulinina y del orden Fusulinida. Su rango cronoestratigráfico abarca desde el Viseense inferior (Carbonífero inferior) hasta el Asseliense (Pérmico inferior).

## Discusión
Clasificaciones más recientes incluyen Insolentithecinae en la familia Insolentithecidae, de la superfamilia Caligelloidea, del suborden Earlandiina, del orden Earlandiida, de la subclase Afusulinana y de la clase Fusulinata. Insolentithecinae fue inicialmente incluido en la familia Caligellidae.

## Clasificación
Insolentithecinae incluye al siguiente género:
- Floritheca †
- Insolentitheca †

Otros géneros considerados en Insolentithecinae son:
- Fukijia †, aceptado como Insolentitheca
- Fukujia †, aceptado como Insolentitheca
- Ichinotania †, aceptado como Insolentitheca
- Parahaplophragmella †, aceptado como Insolentitheca
- Protoinsolentitheca †, también considerada en la familia Caligellidae